# Loungahe
Loungahe est un village de la Région du Littoral du Cameroun, situé dans la commune de Dibamba. 

## Population et développement
En 1967, la population de Loungahe était de 320 habitants. La population de Loungahe était de 239 habitants dont 124 hommes et 115 femmes, lors du recensement de 2005.  